# Lietuvos Taurė 2020
La Lietuvos Taurė 2020 è stata la 32ª edizione del torneo, iniziata il 16 giugno 2020 e terminata il 24 ottobre seguente. L'avvio era stato fissato per i primi giorni di aprile, ma è stato posticipato a causa della pandemia di COVID-19. Il Sūduva era la squadra campione in carica. Il Panevėžys ha conquistato il trofeo per la prima volta nella sua storia.

## Primo turno preliminare
Si scontrano 12 squadre della II lyga e 6 squadre della 1 lyga.
| Squadra 1           | Risultato       | Squadra 2        |
| ------------------- | --------------- | ---------------- |
| 16 giugno 2020      |                 |                  |
| BFA                 | 1 - 0           | Nevėžis          |
| Šilutė              | 1 - 3           | Džiugas Telšiai  |
| FM Ateitis          | 0 - 4           | Minija Kretinga  |
| 17 giugno 2020      |                 |                  |
| Aukštaitija         | 1 - 1 (3-4 dtr) | DFK Dainava      |
| Juventa-99 Šiauliai | 2 - 2 (2-4 dtr) | Vidzgiris Alytus |
| Tauras              | 4 - 0           | Rosa             |
| 18 giugno 2020      |                 |                  |
| Šilas Kazlų Rūda    | 5 - 1           | Neptunas         |
| 20 giugno 2020      |                 |                  |
| Utenis Utena        | 1 - 1 (4-2 dtr) | Atlantas         |
| 21 giugno 2020      |                 |                  |
| Tera Vilnius        | 2 - 4           | FK Atmosfera     |

## Secondo turno preliminare
Si scontrano le 9 squadre vincitrici del turno precedente più 2 squadre della 1 lyga e 5 squadre della II lyga.
| Squadra 1        | Risultato | Squadra 2       |
| ---------------- | --------- | --------------- |
| 28 giugno 2020   |           |                 |
| Viltis           | 11 - 0    | SANED           |
| 29 giugno 2020   |           |                 |
| Vidzgiris Alytus | 2 - 6     | Minija Kretinga |
| Babrungas Plungė | 2 - 1     | Tauras          |
| 30 giugno 2020   |           |                 |
| Vilniaus Vytis   | 1 - 0     | Džiugas Telšiai |
| Šilas Kazlų Rūda | 2 - 3     | BFA             |
| Utenis Utena     | 0 - 2     | Sveikata        |
| Radviliškis      | 1 - 5     | Jonava          |
| DFK Dainava      | 3 - 0     | FK Atmosfera    |

## Ottavi di finale
Le 6 squadre della A lyga 2020 e le restanti 2 squadre della 1 lyga incontrano le 8 squadre vincitrici del Secondo turno preliminare.
| Squadra 1        | Risultato | Squadra 2         |
| ---------------- | --------- | ----------------- |
| 7 luglio 2020    |           |                   |
| Babrungas Plungė | 1 - 4     | Hegelmann Litauen |
| FA Šiauliai      | 0 - 2     | Žalgiris          |
| 14 luglio 2020   |           |                   |
| Jonava           | 0 - 3     | Panevėžys         |
| Sveikata         | 0 - 4     | Kauno Žalgiris    |
| Riteriai         | 2 - 0     | Banga Gargždai    |
| 15 luglio 2020   |           |                   |
| Viltis           | 0 - 4     | Vilniaus Vytis    |
| Minija Kretinga  | 0 - 3     | Sūduva            |
| BFA              | 1 - 2     | DFK Dainava       |

## Quarti di finale
| Squadra 1         | Risultato | Squadra 2      |
| ----------------- | --------- | -------------- |
| 11 agosto 2020    |           |                |
| Hegelmann Litauen | 0 - 3     | Panevėžys      |
| DFK Dainava       | 0 - 2     | Riteriai       |
| 11 settembre 2020 |           |                |
| Vilniaus Vytis    | 0 - 3     | Sūduva         |
| 12 settembre 2020 |           |                |
| Žalgiris          | 2 - 1     | Kauno Žalgiris |

## Semifinali
Le semifinali sono state sorteggiate il 15 settembre.
| Squadra 1       | Risultato   | Squadra 2 |
| --------------- | ----------- | --------- |
| 17 ottobre 2020 |             |           |
| Žalgiris        | 1 - 2 (dts) | Sūduva    |
| 20 ottobre 2020 |             |           |
| Panevėžys       | 4 - 0       | Riteriai  |

## Finale
| Arbitro: | Robertas Valikonis |

|                                              |                      |                                             |
| Veliulis 22’                                 | Marcatori            | 26’ (rig.) Renan                            |
| Elivelto Kozoronis Floro Januševskij Vásquez | Tiri di rigore 5 – 4 | Pušić Jankauskas Salamon Jefremov Živanović |